# Marguerite Marie López de Maturana
Pour les articles homonymes, voir López.
Marguerite Marie López de Maturana (Bilbao, 25 juillet 1884 - Saint-Sébastien, 23 juillet 1934) est une religieuse espagnole fondatrice des sœurs mercédaires missionnaires et reconnue bienheureuse par l'Église catholique.

## Biographie
Pilar voit le jour le 25 juillet 1884 à Bilbao avec une sœur jumelle, Éléonore Maturana. Elles maintiendront une relation humaine et spirituelle très forte durant leur vie et seront aussi proches dans leur vocation religieuse et sur le chemin de la sainteté car un procès de béatification est ouvert pour Éléonore qui est déjà reconnue vénérable. 
À seize ans, un étudiant se lie avec elle d'une amitié qui semble aller plus loin, mais sa mère trouve que Pilar est trop jeune pour penser au mariage et l’envoie à Bérriz dans un pensionnat tenue par des religieuses Mercédaires. À l'internat, elle s'attire rapidement la sympathie de ses camarades et des religieuses par sa joie, ses initiatives. Elle fait les exercices spirituels sous la conduite du père Olasagarre, jésuite et fait vœu de chasteté. Quand elle sort de l'internat, elle demande l'autorisation d'être religieuse à sa mère mais cette dernière juge plus opportun qu'elle attende d'avoir 19 ans. Le jour même de son anniversaire, elle entre au monastère des religieuses mercédaires de Bérriz et prend l'habit le 10 août suivant sous le nom de Marguerite Marie. Elle fait sa profession religieuse en 1904 et commence à enseigner en 1906 gagnant l'affection et la confiance des élèves.
En 1919, le père Jean Vincent de Jésus Marie, carme déchaux missionnaire en Inde et le jésuite José de Vidaurrázaga, du vicariat de Wuhu apportent leur témoignage missionnaire au couvent de Berriz. Sœur Marguerite sent naître en elle l'appel missionnaire, son enthousiasme se répercute sur les pensionnaires et les autres sœurs, elle prie et fait prier ses élèves pour les missions, elles écrivent à des lépreux. En 1920, elle crée la Jeunesse Mercédaire Missionnaire pour former et développer chez les jeunes l'esprit missionnaire.
Son désir missionnaire est tellement contagieux qu'en mai 1926, toutes les sœurs du couvent reçoivent le crucifix missionnaire, préparant ainsi l'envoi des six premières religieuses en Chine. L'étape suivante est la transformation du couvent cloîtré en institut missionnaire avec le vote favorable des 94 sœurs et le consentement du Saint-Siège. Son rêve devient réalité le 23 mai 1930 et l'année suivante, elle devient la première supérieure de l'institut des Missionnaires de la Bienheureuse Vierge Marie de la Merci. À ce titre, elle voyage deux fois autour du monde pour accompagner ses sœurs qui partent pour la mission, pour leur rendre visite dans les communautés. Elle meurt le 23 juillet 1934 promettant à ses religieuses de les aider du ciel.
Sa cause de canonisation est introduite le 25 octobre 1961. Elle est reconnue vénérable le 16 mars 1987 par Jean-Paul II et béatifiée le 22 octobre 2006 dans la cathédrale de Bilbao par le cardinal José Saraiva Martins.